# Sinfonía n.º 10 (Beethoven/Cooper)

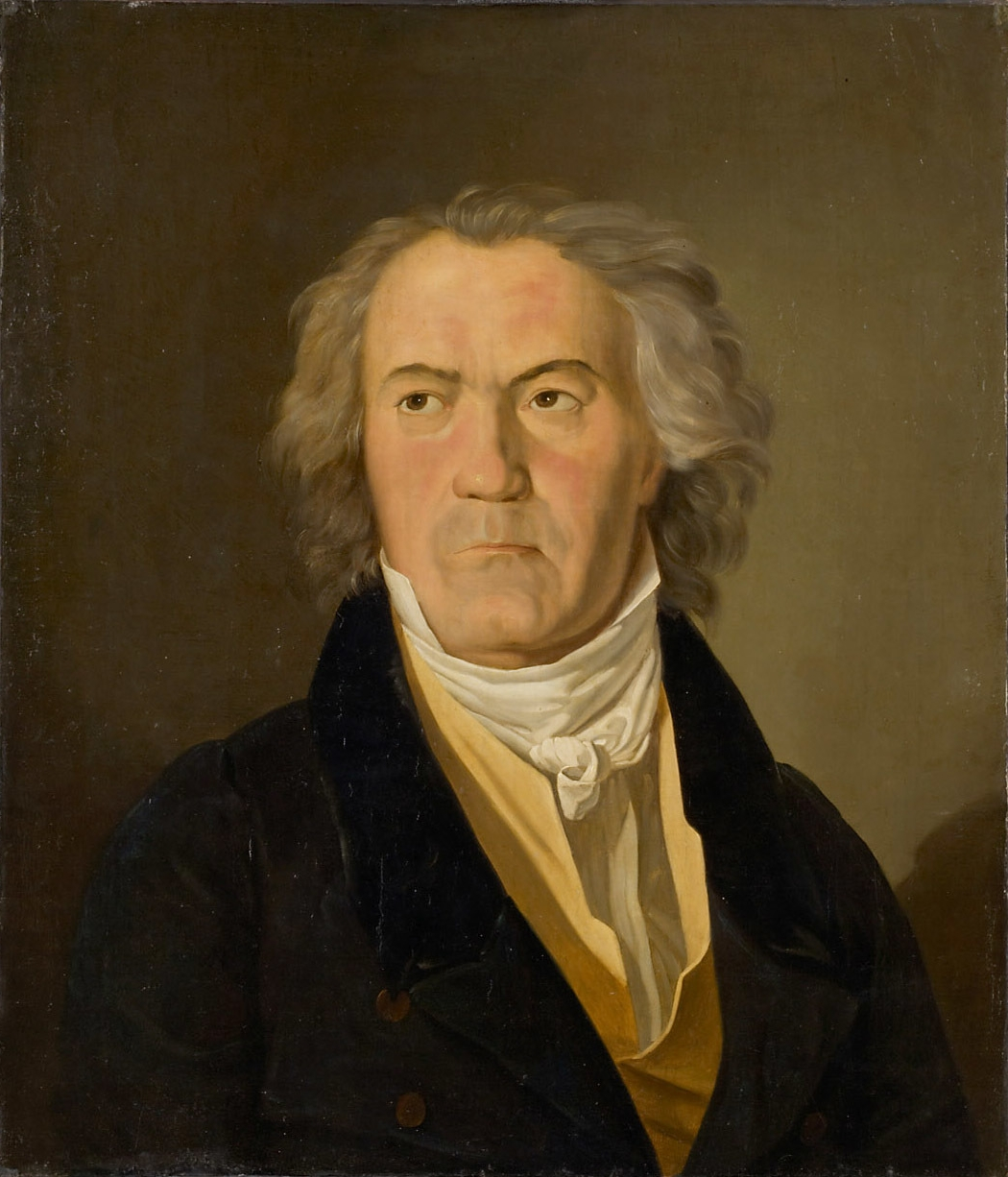
Retrato de Beethoven en 1823 por Waldmüller.

La Sinfonía n.º 10 en mi bemol mayor de Ludwig van Beethoven es una obra hipotética, que ha sido reconstruida a partir de borradores. 

## Historia
Beethoven nunca completó su Décima Sinfonía. Tras completar su Novena Sinfonía, destinó todas sus energías a la composición de cuartetos de cuerdas, aunque existen referencias contemporáneas en alguna obra de la pieza orquestal; supuestamente tocó alguna de sus ideas para la pieza para su amigo Karl Holz. Tiempo antes, entre 1814 y 1815, Beethoven también comenzó a esbozar un Sexto Concierto para piano en re mayor, Hess 15. (A diferencia de esta sinfonía putativa, el primer movimiento de este concierto fue escrito en su mayor parte y una reconstrucción de Nicholas Cook se ha interpretado y grabado.)
El hecho de llamar a la obra de Cooper la Décima Sinfonía ha resultado ser muy controvertido, dado que no puede probarse que todos los esbozos montados fueran intención de ser parte de la misma pieza. Cooper sostiene que encontró unos cincuenta fragmentos separados que tejió para formar el movimiento de la sinfonía. A pesar de que la obra sigue siendo controvertida, hay consenso en que Beethoven tenía intención de completar otra sinfonía. Existen numerosas referencias a ello en su correspondencia. En un principio había planeado que su Novena Sinfonía fuera totalmente instrumental, siendo el Himno de la Alegría una cantata separada y la Décima Sinfonía que concluyera con una obra vocal diferente.

### Reconstrucción de Barry Cooper
El musicólogo Barry Cooper la reconstruyó a partir de esbozos y fragmentos, y publicó dos grabaciones en 1988, una de ellas dirigida por Wyn Morris y la otra por Walter Weller. Cooper rehízo el primer movimiento que consiste en un Andante en mi bemol mayor que engloba en el centro un Allegro en do menor. Cooper afirma haber encontrado además esbozos para un Scherzo que no han sido desarrollados lo suficiente como para recrear una versión que pueda ser interpretada. 

### Reconstrucción de Gerd Prengel
Más tarde, el compositor alemán Gerd Prengel realizó un intento para desarrollar estos esbozos del Scherzo para lograr un movimiento sinfónico completo; pero no se ha realizado ninguna interpretación en público de esta pieza.

### Sinfonía de Brahms
La Sinfonía n.º 1 de Johannes Brahms a veces es denominada como la «Décima Sinfonía de Beethoven», tras un comentario de Hans von Bülow. Tanto la obra de Brahms como la realización de Cooper sobre la base de los esbozos presentan Allegros en la tonalidad de do menor y 6/8.

### Reconstrucción de 2019
En 2019 se utilizó inteligencia artificial para reconstruir la sinfonía. Su estreno, bajo el nombre de «Beethoven X: The AI Project», se produjo en octubre de 2021.
Paralelamente, el chelista Florian Colombo, investigador informático de la Escuela Politécnica Federal de Lausana, desarrolló por su cuenta una recreación de la hipotética décima sinfonía en un proyecto llamado «BeethovANN 10.1», sin ninguna relación aparente con el proyecto «Beethoven X: The AI Project», dando como resultado un estreno, casualmente, también en 2019, en Suiza, bajo la batuta de Guillaume Berney.